# Mataru Timur
Mataru Timur is een bestuurslaag in het regentschap Alor van de provincie Oost-Nusa Tenggara, Indonesië. Mataru Timur telt 623 inwoners (volkstelling 2010).